# Metopius nigripalpis
Metopius nigripalpis là một loài tò vò trong họ Ichneumonidae.